# Ski-Orientierungslauf-Weltmeisterschaften 2009
Die 18. Ski-Orientierungslauf-Weltmeisterschaften fanden vom 3. März bis 8. März 2009 in der Gegend um Rusutsu in der Unterpräfektur Shiribeshi in Japan statt.

## Herren

### Sprint
| Platz | Land | Athlet                | Zeit      |
| ----- | ---- | --------------------- | --------- |
| 1     | RUS  | Andrei Lamow          | 10:43 min |
| 2     | FIN  | Olli-Markus Taivainen | 10:58 min |
| 3     | FIN  | Staffan Tunis         | 10:59 min |
| 4     | NOR  | Eivind Tonna          | 11:04 min |
| 5     | RUS  | Andrei Grigorjew      | 11:05 min |
| 6     | FIN  | Matti Keskinarkaus    | 11:18 min |

Titelverteidiger:  Eduard Chrennikow

Austragungsort: Otomegaoka

Länge: 3,7 km

Höhenmeter: 80

Posten: 10

Teilnehmer: 52

### Mitteldistanz
| Platz | Land | Athlet                | Zeit      |
| ----- | ---- | --------------------- | --------- |
| 1     | FIN  | Olli-Markus Taivainen | 37:12 min |
| 2     | FIN  | Staffan Tunis         | 37:49 min |
| 3     | FIN  | Matti Keskinarkaus    | 38:08 min |
| 4     | RUS  | Andrei Lamow          | 38:11 min |
| 5     | SWE  | Peter Arnesson        | 38:13 min |
| 6     | RUS  | Andrei Grigorjew      | 38:30 min |

Titelverteidiger:  Eduard Chrennikow

Austragungsort: Izumikawa

Länge: 11,0 km

Höhenmeter: 300

Posten: 22

Teilnehmer: 53

### Langdistanz
| Platz | Land | Athlet                | Zeit      |
| ----- | ---- | --------------------- | --------- |
| 1     | RUS  | Andrei Lamow          | 1:26:31 h |
| 2     | RUS  | Eduard Chrennikow     | 1:26:40 h |
| 3     | FIN  | Olli-Markus Taivainen | 1:27:16 h |
| 4     | FIN  | Staffan Tunis         | 1:28:10 h |
| 5     | FIN  | Teemus Köngäs         | 1:28:19 h |
| 6     | SWE  | Peter Arnesson        | 1:30:24 h |

Titelverteidiger:  Eduard Chrennikow

Austragungsort: Kotoge

Länge: 24,0 km

Höhenmeter: 800

Posten: 30

Teilnehmer: 50

### Staffel
| Platz | Land | Athleten                                         | Zeit      |
| ----- | ---- | ------------------------------------------------ | --------- |
| 1     | FIN  | Teemu Köngäs Matti Keskinarkaus Staffan Tunis    | 1:51:03 h |
| 2     | RUS  | Wladimir Barchukow Andrei Grigorjew Andrei Lamow | 1:53:28 h |
| 3     | SWE  | Daniel Nordebo Peter Arnesson Erik Rost          | 1:56:40 h |
| 4     | NOR  | Øystein Kvaal Østerbø Eivind Tonna Lars Moholdt  | 1:58:02 h |
| 5     | CZE  | Jirí Bouchal Jakub Škoda Jan Lauerman            | 1:58:49 h |
| 6     | SUI  | Gion Schnyder Antoine Vullioud Christian Spörry  | 2:01:49 h |

Titelverteidiger:  Andrei Gruzdew, Kirill Wesselow, Eduard Chrennikow

Länge: 3 Runden à 8,5 km

Höhenmeter: jew. 200

Posten: jew. 17

Teilnehmer: 11 Staffeln

## Damen

### Sprint
| Platz | Land | Athlet            | Zeit      |
| ----- | ---- | ----------------- | --------- |
| 1     | FIN  | Hannele Tonna     | 10:09 min |
| 2     | SWE  | Helene Söderlund  | 10:26 min |
| 3     | RUS  | Tatjana Wlassowa  | 10:28 min |
| 4     | RUS  | Tatjana Koslowa   | 10:29 min |
| 5     | FIN  | Liisa Anttila     | 10:31 min |
| 6     | SWE  | Josefine Engström | 10:41 min |

Titelverteidigerin:  Tatjana Wlassowa

Austragungsort: Otomegaoka

Länge: 3,3 km

Höhenmeter: 60

Posten: 9

Teilnehmerinnen: 39

### Mitteldistanz
| Platz | Land | Athlet             | Zeit      |
| ----- | ---- | ------------------ | --------- |
| 1     | RUS  | Tatjana Wlassowa   | 40:26 min |
| 2     | SWE  | Helene Söderlund   | 41:49 min |
| 3     | SWE  | Josefine Engström  | 42:05 min |
| 4     | FIN  | Hanna-Maija Mäkelä | 42:27 min |
| 5     | FIN  | Hannele Tonna      | 42:42 min |
| 6     | CZE  | Barbora Chudíková  | 42:53 min |

Titelverteidigerin:  Tatjana Wlassowa

Austragungsort: Izumikawa

Länge: 9,0 km

Höhenmeter: 280

Posten: 18

Teilnehmerinnen: 39

### Langdistanz
| Platz | Land | Athlet                 | Zeit      |
| ----- | ---- | ---------------------- | --------- |
| 1     | RUS  | Anastasia Krawtschenko | 1:07:45 h |
| 2     | CZE  | Barbora Chudíková      | 1:08:32 h |
| 3     | SWE  | Helene Söderlund       | 1:08:39 h |
| 4     | FIN  | Marttiina Joensuu      | 1:08:58 h |
| 5     | CZE  | Helena Randáková       | 1:09:40 h |
| 6     | RUS  | Tatjana Wlassowa       | 1:09:45 h |

Titelverteidigerin:  Tatjana Wlassowa

Langdistanz: Kotoge

Länge: 15,0 km

Höhenmeter: 500

Posten: 20

Teilnehmerinnen: 37

### Staffel
| Platz | Land | Athleten                                                     | Zeit      |
| ----- | ---- | ------------------------------------------------------------ | --------- |
| 1     | SWE  | Marie Ohlsson Josefine Engström Helene Söderlund             | 1:32:03 h |
| 2     | RUS  | Anastasia Krawtschenko Polina Maltschikowa Tatjana Wlassowa  | 1:33:03 h |
| 3     | CZE  | Helena Randáková Simona Karochová Barbora Chudíková          | 1:34:21 h |
| 4     | FIN  | Hanna-Maija Mäkelä Liisa Anttila Hannele Tonna               | 1:35:43 h |
| 5     | LTU  | Ramunė Arlauskienė Jolanta Šulciene Edita Martuseviciute     | 1:44:09 h |
| 6     | BUL  | Teodora Maltschewa Stefanija Belomaschewa Antonija Grigorowa | 1:52:13 h |

Titelverteidigerinnen:  Olga Schewtschenko, Natalja Tomilowa, Tatjana Wlassowa

Länge: 3 Runden à 7,5 km

Höhenmeter: jew. 150

Posten: jew. 15

Teilnehmer: 9 Staffeln

## Medaillenspiegel
| Platz | Land       | Gold | Silber | Bronze | Gesamt |
| ----- | ---------- | ---- | ------ | ------ | ------ |
| 1     | Russland   | 4    | 3      | 1      | 8      |
| 2     | Finnland   | 3    | 2      | 3      | 8      |
| 3     | Schweden   | 1    | 2      | 3      | 6      |
| 4     | Tschechien | -    | 1      | 1      | 2      |

## Erfolgreichste Teilnehmer
| Platz | Athlet/in              | Gold | Silber | Bronze | Gesamt |
| ----- | ---------------------- | ---- | ------ | ------ | ------ |
| 1     | Andrei Lamow           | 2    | 1      | -      | 3      |
| 2     | Helene Söderlund       | 1    | 2      | 1      | 4      |
| 3     | Olli-Markus Taivainen  | 1    | 1      | 1      | 3      |
| 3     | Tatjana Wlassowa       | 1    | 1      | 1      | 2      |
| 5     | Anastasia Krawtschenko | 1    | 1      | -      | 2      |
| 6     | Josefine Engström      | 1    | -      | 1      | 2      |
| 6     | Matti Keskinarkaus     | 1    | -      | 1      | 2      |